# Saint-Rémy-en-Mauges

Saint-Rémy-en-Mauges este o comună în departamentul Maine-et-Loire, Franța. În 2009 avea o populație de 1,406 de locuitori.